# The Electric Prunes

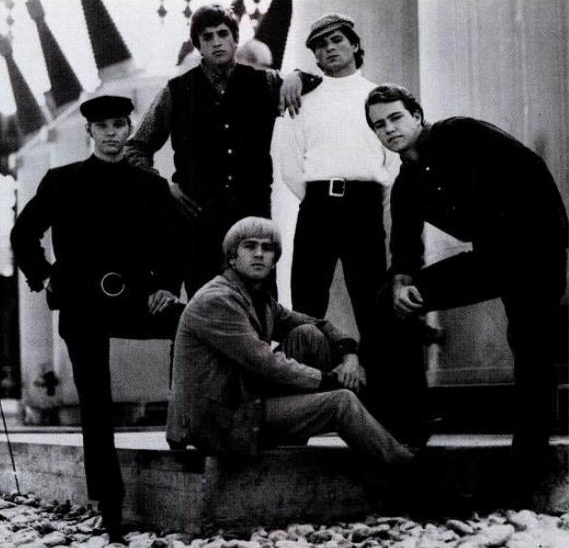
The Electric Prunes în 1966

The Electric Prunes este o trupă rock americană care a cunoscut succesul ca o formație psihedelic experimentală la sfârșitul anilor '60. Cântecul lor Kyrie Eleison a apărut pe coloana sonoră a filmului Easy Rider. După o perioadă în care au avut puțin control asupra muzicii lor, The Electric Prunes au dispărut pentru o perioadă de treizeci de ani, reunindu-se pentru înregistrări și turnee în 2001.

## Membrii

### Actuali
- James Lowe - voce, chitară, muzicuță (1965-1968) (1999-prezent)
- Ken Williams - chitară (1965-1968) (1999-prezent)
- Steve Kara - chitară, voce (2004-prezent)
- Jay Dean - chitară, voce (2004-prezent)
- Walter Garces - tobe, voce (2006-prezent)

### Foști
- Dick Hargraves (1965)
- Steve Acoff (1965)
- Preston Ritter (n. 1949) (1966)
- James Spagnola (1966-1967)
- Mike Gannon (1967-1968)
- Jeromy Stuart (1968)
- Kenny Loggins (n. 1948) (1968)
- John Herron (1969-1970)
- Brett Wade (1969-1970)
- Ron Morgan (1969-1970)
- Mark Kincaid (1969-1970)
- Dick Whetstone (1969-1970)
- Mike Weakley (1965-1966) (1967) (2001)
- Cameron Lowe (2001-2003)
- Mark Moulin (2001-2004)
- Joe Dooley (1967-1968) (2001-2006)
- Mark Tulin (1948-2011) (1965-1968) (1999-2011)

## Discografie

### Albume
- The Electric Prunes (aprilie 1967)
- Underground (august 1967)
- Mass in F Minor (ianuarie 1968)
- Release of an Oath (noiembrie 1968)
- Just Good Old Rock and Roll (iunie 1969)
- Artifact (2002)
- California (28 mai 2004)
- Feedback (2006)

### Varii
- Easy Rider, 1969 (includes "Kyrie Eleison")
- Nuggets: Original Artyfacts from the First Psychedelic Era, 1965–1968 (includes "I Had Too Much To Dream (Last Night)"), 1972, Elektra, reissued 1976 Sire
- Pebbles, Volume 2, 1979 (includes "Vox Wah-Wah Radio Ad"), BFD Records, reissued 1992 on CD by AIP Records
- Rarities, 1981 (4 songs from a 1967 concert in Stockholm plus the Vox ad, split with Count Five), Great Live Concerts label

### DVDs
- Rewired (Snapper Music), 2002, UK